# Delio Rossi
Delio Rossi, född 26 november 1960 i Rimini i Italien, är en italiensk före detta fotbollsspelare som sparkades från tränarjobbet i Serie A-klubben Fiorentina efter att ha hamnat i slagsmål med en av spelarna i det egna laget i hemmamatchen mot Novara den 2 maj 2012.

## Fotnoter
1. ↑  transfermarkt.com, transfermarkt.com tränar-ID: 516, läst: 4 april 2022.[källa från Wikidata]